# Aise (Belgique)
Pour les articles homonymes, voir Aise.
L'Aise est un ruisseau dans le sud de la Belgique, un affluent de la Semois, dans le bassin versant de la Meuse.
Il est connu par l'extraction de schiste ardoisier dans sa vallée depuis avant le XVIIIe siècle.
Au XXIe siècle, on y trouve encore une carrière en activité à Herbeumont ainsi que le musée Au cœur de l'Ardoise).